# 1936 w muzyce
Wydarzenia muzyczne w 1936 roku.

## Wydarzenia
- 4 stycznia – magazyn Billboard publikuje swoją pierwszą muzyczną listę przebojów

## Urodzili się
- 2 stycznia
  - Iván Erőd, austriacki kompozytor, pochodzenia węgierskiego (zm. 2019)
  - Roger Miller, amerykański piosenkarz, muzyk i aktor (zm. 1992)
- 4 stycznia – Janusz Sent, polski kompozytor i pianista (zm. 2018)
- 5 stycznia – Mirosław Bukowski, polski kompozytor, dyrygent i pedagog
- 6 stycznia – Aleksander Kobyliński, polski pieśniarz, gitarzysta, kompozytor, bard (zm. 2025)
- 8 stycznia – Zdeněk Mácal, czeski dyrygent (zm. 2023)
- 12 stycznia – Raimonds Pauls, łotewski kompozytor, pianista i polityk
- 13 stycznia – Renato Bruson, włoski śpiewak operowy (baryton)
- 15 stycznia – Przemysław Gwoździowski, polski saksofonista, kompozytor i aranżer jazzowy (zm. 2005)
- 22 stycznia – Krystyna Domańska-Maćkowiak, polska muzykolog, profesor chóralistyki (zm. 2021)
- 24 stycznia – Bobby Wellins, szkocki saksofonista jazzowy (zm. 2016)
- 26 stycznia – Jan Tadeusz Stanisławski, polski satyryk, radiowiec, aktor i autor tekstów piosenek (zm. 2007)
- 31 stycznia – Lester Sterling, jamajski saksofonista, trębacz, kompozytor, członek zespołu The Skatalites (zm. 2023)
- 2 lutego – Billy Goldenberg, amerykański kompozytor i autor piosenek, znany z produkcji telewizyjnych i filmowych (zm. 2020)
- 6 lutego – Donnie Brooks, amerykański piosenkarz popowy (zm. 2007)
- 7 lutego
  - William Bennett, brytyjski flecista i pedagog (zm. 2022)
  - Jerzy Andrzej Marek, właśc. Andrzej Woźniakowski, polski kompozytor, pianista, dyrygent i aranżer (zm. 2004)
- 9 lutego – Stompin’ Tom Connors, kanadyjski piosenkarz country i folk, kompozytor (zm. 2013)
- 12 lutego – Kiyoshi Koyama, japoński dziennikarz muzyczny i producent jazzowy (zm. 2019)
- 14 lutego – Anna German, polska piosenkarka, kompozytorka i aktorka (zm. 1982)
- 16 lutego – Eliahu Inbal, izraelski dyrygent orkiestrowy
- 19 lutego – Sam Myers, amerykański muzyk bluesowy i autor tekstów (zm. 2006)
- 21 lutego – Bożena Kinasz-Mikołajczak, polska śpiewaczka operowa (sopran liryczny) (zm. 2023)
- 24 lutego – Willie Kent, amerykański piosenkarz bluesowy (zm. 2006)
- 27 lutego – Naama, tunezyjska piosenkarka (zm. 2020)
- 29 lutego – Paulos Raptis (alternatywna data ur.: 28 lutego 1933), polski śpiewak operowy greckiego pochodzenia (tenor) (zm. 2021)
- 1 marca – Gracia Montes, hiszpańska piosenkarka (zm. 2022)
- 2 marca – Buell Neidlinger, amerykański wiolonczelista i kontrabasista (zm. 2018)
- 3 marca – Rachel Yakar, francuska śpiewaczka operowa (sopran) (zm. 2023)
- 4 marca – Aribert Reimann, niemiecki kompozytor i pianista muzyki poważnej (zm. 2024)
- 5 marca – Sheila Nelson, angielska skrzypaczka, pedagog muzyczny, pisarka i kompozytorka (zm. 2020)
- 8 marca – Gábor Szabó, węgierski gitarzysta jazzowy (zm. 1982)
- 6 marca – Sylvia Robinson, amerykańska piosenkarka i producent nagrań (zm. 2011)
- 9 marca – Mickey Gilley, amerykański muzyk i piosenkarz country (zm. 2022)
- 10 marca
  - Teddy Ehrenreich, austriacki klarnecista i saksofonista jazzowy (zm. 2014)
  - Wojciech Łukaszewski, polski kompozytor, pedagog i krytyk muzyczny (zm. 1978)
- 16 marca – Fred Neil, amerykański twórca piosenki autorskiej, piosenkarz, gitarzysta, kompozytor i autor tekstów (zm. 2001)
- 17 marca
  - Ladislav Kupkovič, słowacki kompozytor i dyrygent (zm. 2016)
  - Henryk Kuźniak, polski kompozytor, muzykolog, twórca muzyki filmowej i telewizyjnej
- 20 marca
  - Lee „Scratch” Perry, jamajski producent i kompozytor (zm. 2021)
  - Harold Mabern, amerykański pianista jazzowy (zm. 2019)
- 21 marca
  - Brian Cassar, brytyjski piosenkarz i gitarzysta (zm. 2022)
  - Betty Curtis, włoska wokalistka pop, zwyciężczyni Festiwalu Piosenki Włoskiej w San Remo (1961) (zm. 2006)
  - Marek Stachowski, polski kompozytor muzyki współczesnej i pedagog (zm. 2004)
- 22 marca – Roger Whittaker, brytyjski piosenkarz (zm. 2023)
- 23 marca – Ryszard Dudek, polski dyrygent i pedagog (zm. 2011)
- 24 marca – Kalaparusha Maurice McIntyre, amerykański saksofonista tenorowy (zm. 2013)
- 26 marca
  - Giora Feidman, argentyński wykonawca muzyki klezmerskiej, grający na klarnecie i saksofonie
  - Fred Parris, amerykański wokalista i kompozytor, członek zespołu The Five Satins (zm. 2022)
  - Mieczysław Święcicki, polski piosenkarz i aktor, artysta Piwnicy pod Baranami (zm. 2018)
- 27 marca – Jan Ptaszyn Wróblewski, polski saksofonista jazzowy, kompozytor, aranżer, dyrygent, publicysta i dziennikarz radiowy (zm. 2024)
- 29 marca – Richard Rodney Bennett, angielski kompozytor (zm. 2012)
- 31 marca – Nikša Bareza, chorwacki dyrygent (zm. 2022)
- 1 kwietnia – Jerzy Łukowicz, polski pianista, kameralista i pedagog (zm. 1997)
- 3 kwietnia – Carol Hall, amerykańska kompozytorka (zm. 2018)
- 5 kwietnia
  - Marek Tracz, polski dyrygent i kierownik muzyczny Opery Wrocławskiej, rektor Akademii Muzycznej we Wrocławiu (zm. 2013)
  - John White, angielski kompozytor (zm. 2024)
- 9 kwietnia – Jerzy Maksymiuk, polski dyrygent
- 10 kwietnia
  - Bobbie Smith, amerykański piosenkarz rhythm and bluesowy, muzyk grupy The Spinners (zm. 2013)
  - Ricky Valance, walijski piosenkarz muzyki pop (zm. 2020)
- 13 kwietnia – Henryk Majewski, polski trębacz jazzowy (zm. 2005)
- 14 kwietnia – Jan Zylber, polski przedsiębiorca, muzyk jazzowy, animator kultury, menedżer muzyczny (zm. 1997)
- 16 kwietnia – Šaban Bajramović, serbski piosenkarz pochodzenia romskiego (zm. 2008)
- 22 kwietnia – Glen Campbell, amerykański gitarzysta i piosenkarz country (zm. 2017)
- 23 kwietnia – Roy Orbison, amerykański piosenkarz i wokalista rockowy (zm. 1988)
- 28 kwietnia – John Tchicai, duński saksofonista jazzowy, jeden z pionierów free jazzu w Europie (zm. 2012)
- 29 kwietnia
  - Jan Lach, polski muzykolog, dyrygent, profesor Uniwersytetu Kazimierza Wielkiego w Bydgoszczy (zm. 2024)
  - Zubin Mehta, indyjski dyrygent muzyki poważnej
- 30 kwietnia – Robert Bateman, amerykański piosenkarz R&B, autor piosenek, producent muzyczny (zm. 2016)
- 1 maja – Dilbar Abdurahmonova, uzbecka dyrygent (zm. 2018)
- 2 maja – Engelbert Humperdinck, amerykański piosenkarz angielskiego pochodzenia
- 7 maja
  - Wołodymyr Łukaszew, ukraiński śpiewak operowy, reżyser, działacz teatralny
  - Jimmy Ruffin, amerykański piosenkarz soul i pop (zm. 2014)
- 9 maja
  - Kenny Clayton, brytyjski kompozytor, producent muzyczny, aranżer, dyrygent i pianista jazzowy (zm. 2022)
  - Colin Mawby, angielski organista, kompozytor, dyrygent chóru (zm. 2019)
- 11 maja – Carla Bley, amerykańska pianistka, organistka, kompozytorka, aranżerka i bandleaderka jazzowa (zm. 2023)
- 12 maja – Jerzy Bauer, polski kompozytor, teoretyk muzyki i dyrygent (zm. 2025)
- 14 maja
  - Bobby Darin, amerykański piosenkarz i kompozytor popowy pochodzenia włoskiego (zm. 1973)
  - Charlie Gracie, amerykański piosenkarz i gitarzysta R&B (zm. 2022)
- 17 maja – Philippe Boesmans, belgijski kompozytor, pianista i pedagog (zm. 2022)
- 19 maja – Piotr Hertel, polski kompozytor muzyki filmowej (zm. 2010)
- 23 maja – Ingeborg Hallstein, niemiecka operowa sopranistka koloraturowa, pedagog muzyczny
- 24 maja – Harold Budd, amerykański muzyk awangardowy i ambientowy, poeta (zm. 2020)
- 28 maja
  - Jerzy Bartz, polski perkusista jazzowy, autor podręczników gry na perkusji
  - Maki Ishii, japoński kompozytor (zm. 2003)
- 29 maja – Wiaczesław Owczinnikow, rosyjski kompozytor muzyki filmowej (zm. 2019)
- 31 maja – Gayle Shepherd, amerykańska wokalista zespołu Shepherd Sisters (zm. 2018)
- 3 czerwca – Eddie Willis, amerykański gitarzysta soulowy (zm. 2018)
- 4 czerwca – Jerzy Skarbowski, polski pianista, muzykolog, pedagog (zm. 2005)
- 6 czerwca – Levi Stubbs, amerykański piosenkarz, członek zespołu The Four Tops (zm. 2008)
- 7 czerwca – David Redfern, brytyjski fotograf muzyczny (zm. 2014)
- 8 czerwca – James Darren, właśc. James William Ercolani, amerykański aktor, reżyser, piosenkarz (zm. 2024)
- 12 czerwca – Marcus Belgrave, amerykański trębacz jazzowy (zm. 2015)
- 14 czerwca – Renaldo Benson, amerykański piosenka i kompozytor soul i R&B (zm. 2005)
- 15 czerwca – Edward Tarr, amerykański trębacz i muzykolog (zm. 2020)
- 21 czerwca – Jerzy Ostapiuk, polski śpiewak operowy (bas) (zm. 2018)
- 22 czerwca
  - Kris Kristofferson, amerykański aktor filmowy i telewizyjny oraz piosenkarz i kompozytor muzyki country (zm. 2024)
  - Tadeusz Maciejewski, polski muzykolog
- 23 czerwca – Jan Byrczek, polski kontrabasista jazzowy, założyciel i pierwszy redaktor naczelny „Jazz Forum” (zm. 2019)
- 29 czerwca – Paweł Puczek, polski skrzypek, profesor sztuk muzycznych (zm. 2018)
- 30 czerwca
  - Tony Dallara, włoski piosenkarz
  - Feliks Malinowski, polski tancerz (zm. 2018)
- 1 lipca – Syl Johnson, amerykański muzyk, piosenkarz, bluesman i producent muzyczny (zm. 2022)
- 4 lipca – Zdzisława Donat, polska śpiewaczka operowa (sopran koloraturowy)
- 5 lipca
  - Jim Dunlop Senior, amerykański producent sprzętu muzycznego, założyciel firmy Dunlop Manufacturing (zm. 2019)
  - Tommy LiPuma, amerykański producent muzyczny (zm. 2017)
- 6 lipca – Grand Jojo, belgijski piosenkarz (zm. 2021)
- 8 lipca
  - Janusz Chmielewski, polski tancerz i choreograf; kierownik artystyczny Zespołu Pieśni i Tańca „Kielce” (zm. 2016)
  - Gabi Novak, chorwacka piosenkarka pop i jazzowa (zm. 2025)
- 9 lipca
  - George Cleve, amerykański dyrygent (zm. 2015)
  - David Zinman, amerykański dyrygent i skrzypek
- 10 lipca
  - Jan Hawel, polski kompozytor, dyrygent i pedagog
  - Al Hurricane, amerykański piosenkarz (zm. 2017)
- 11 lipca – Edgars Račevskis, łotewski dyrygent chórów (zm. 2022)
- 13 lipca – Albert Ayler, amerykański saksofonista jazzowy (zm. 1970)
- 17 lipca – Danuta Rinn, polska piosenkarka i aktorka (zm. 2006)
- 21 lipca – Ursula Schröder-Feinen, niemiecka śpiewaczka operowa (sopran dramatyczny) (zm. 2005)
- 26 lipca – Janusz Kępski, polski kompozytor, pianista, aranżer, dyrygent i pedagog (zm. 2022)
- 28 lipca – Jim Galloway, kanadyjski saksofonista i klarnecista jazzowy (zm. 2014)
- 30 lipca – Buddy Guy, amerykański gitarzysta i wokalista bluesowy
- 2 sierpnia – André Gagnon, kanadyjski kompozytor i dyrygent (zm. 2020)
- 6 sierpnia
  - Joe Diorio, amerykański gitarzysta jazzowy (zm. 2022)
  - Kazimierz Gierżod, polski pianista i pedagog muzyczny (zm. 2018)
- 15 sierpnia
  - Rita Shane, amerykańska śpiewaczka operowa (sopran) (zm. 2014)
  - Vera Svoboda, chorwacka piosenkarka (zm. 2024)
- 17 sierpnia – Floyd Red Crow Westerman, amerykański aktor, pieśniarz, kompozytor (zm. 2007)
- 19 sierpnia – Gilbert Amy, francuski pianista, kompozytor i dyrygent
- 22 sierpnia – Chuck Brown, amerykański piosenkarz i gitarzysta, twórca odmiany muzyki funk zwanej go-go (zm. 2012)
- 23 sierpnia – German Łukjanow, rosyjski muzyk jazzowy, kompozytor, bandleader (zm. 2019)
- 24 sierpnia – Stefania Kondella, polska śpiewaczka operowa (sopran)
- 30 sierpnia – Edward Pałłasz, polski kompozytor, działacz środowiska artystycznego, dyrektor II Programu Polskiego Radia, prezes Stowarzyszenia Autorów ZAiKS (zm. 2019)
- 31 sierpnia – Igor Żukow, rosyjski pianista i dyrygent (zm. 2018)
- 4 września
  - Lorens Blinow, rosyjski kompozytor, filozof i poeta (zm. 2020)
  - Juan Carlos Cáceres, wokalista, kompozytor i malarz pochodzenia argentyńskiego (zm. 2015)
- 7 września
  - George Cassidy, północnoirlandzki muzyk jazzowy i nauczyciel muzyki (zm. 2023)
  - Charles Dutoit, szwajcarski dyrygent i skrzypek
  - Buddy Holly, amerykański piosenkarz rockandrollowy, multiinstrumentalista i kompozytor (zm. 1959)
  - Romualds Kalsons, łotewski kompozytor (zm. 2024)
- 12 września – Tomasz Śpiewak, polski kompozytor i aranżer (zm. 2017)
- 15 września – Jadwiga Kaliszewska, polska skrzypaczka, profesor Akademii Muzycznej w Poznaniu (zm. 2012)
- 18 września – Ruth Hesse, niemiecka śpiewaczka operowa (mezzosopran i alt) (zm. 2024)
- 19 września – Martin Fay, irlandzki muzyk, członek zespołu The Chieftains (zm. 2012)
- 20 września – Jacek Targosz, polski teoretyk muzyki, pedagog (zm. 2008)
- 21 września
  - Sunny Murray, amerykański perkusista jazzowy (zm. 2017)
  - Bogumił Pasternak, polski kompozytor, aranżer i dziennikarz (zm. 1999)
- 22 września – Edwin Rymarz, polski kompozytor, organista, pedagog (zm. 2008)
- 23 września – Igor Błażkow, ukraiński dyrygent, Ludowy Artysta Ukrainy
- 28 września
  - Martin Bernheimer, amerykański krytyk muzyczny (zm. 2019)
  - Roger Best, angielski skrzypek (zm. 2013)
  - Stenia Kozłowska, polska piosenkarka
- 1 października – George „Wild Child” Butler, amerykański muzyk grający na harmonijce ustnej i wokalista (zm. 2005)
- 3 października
  - Jerzy Gajek, polski pianista i pedagog (zm. 2017)
  - Steve Reich, amerykański kompozytor
- 6 października – Ralph Lundsten, szwedzki kompozytor muzyki elektronicznej, reżyser filmowy i pisarz (zm. 2023)
- 9 października
  - Nicole Croisille, francuska piosenkarka i aktorka (zm. 2025)
  - Agnieszka Osiecka, polska autorka tekstów piosenek (zm. 1997)
- 10 października – Dickie Rock, irlandzki piosenkarz (zm. 2024)
- 11 października
  - Billy Higgins, amerykański perkusista jazzowy (zm. 2001)
  - Joe Ligon, amerykański piosenkarz gospel (zm. 2016)
- 17 października – Sathima Bea Benjamin, południowoafrykańska piosenkarka jazzowa (zm. 2013)
- 20 października – Joanna Simon, amerykańska śpiewaczka operowa (mezzosopran) (zm. 2022)
- 23 października – Andrzej Jasiński, polski pianista, profesor i pedagog
- 24 października
  - Jimmy Dawkins, amerykański gitarzysta bluesowy (zm. 2013)
  - Rainer Kunad, niemiecki kompozytor (zm. 1995)
  - Bill Wyman, angielski muzyk rockowy, basista
- 26 października – György Pauk, węgierski skrzypek, pedagog muzyczny (zm. 2024)
- 28 października
  - Charlie Daniels, amerykański muzyk country (zm. 2020)
  - Carl Davis, brytyjski kompozytor i dyrygent (zm. 2023)
- 30 października – Margarita Voites, estońska śpiewaczka operowa (sopran koloraturowy) (zm. 2024)
- 1 listopada
  - Katsuhisa Hattori, japoński kompozytor muzyki klasycznej (zm. 2020)
  - Andre Williams, amerykański piosenkarz R&B, autor piosenek i producent nagrań (zm. 2019)
- 2 listopada – Ryszard Hubert Adrjański, polski śpiewak operetkowy i estradowy (zm. 2022)
- 5 listopada – Billy Sherrill, amerykański muzyk country, producent nagrań, autor piosenek (zm. 2015)
- 6 listopada – Jim Pike, amerykański piosenkarz, muzyk zespołu The Lettermen (zm. 2019)
- 7 listopada – Gwyneth Jones, walijska śpiewaczka operowa (sopran)
- 8 listopada – Zbigniew Kalemba, polski kompozytor, pianista, dyrygent, pedagog (zm. 2015)
- 9 listopada
  - Danny Sims, amerykański producent muzyczny, znany ze współpracy z Bobem Marleyem (zm. 2012)
  - Mary Travers, amerykańska piosenkarka, członkini kwartetu Peter, Paul and Mary (zm. 2009)
- 14 listopada
  - Carey Bell, amerykański muzyk specjalizujący się w grze na harmonijce diatonicznej (zm. 2007)
  - Freddie Garrity, brytyjski piosenkarz i aktor (zm. 2006)
- 18 listopada – Don Cherry, amerykański trębacz free-jazzowy (zm. 1995)
- 19 listopada
  - Ray Collins, amerykański muzyk, piosenkarz (zm. 2012)
  - Henryk Konwiński, polski reżyser operowy, choreograf i tancerz, kierownik zespołu baletowego  Teatru Wielkiego w Poznaniu i Opery Śląskiej
- 21 listopada
  - James DePreist, amerykański dyrygent (zm. 2013)
  - Vladimir Kranjčević, chorwacki dyrygent, pianista, pedagog (zm. 2020)
- 22 listopada – Hans Zender, niemiecki dyrygent i kompozytor (zm. 2019)
- 24 listopada – Ken Kragen, amerykański manager muzyczny, producent telewizyjny (zm. 2021)
- 27 listopada – Henri Belolo, francuski producent muzyczny (zm. 2019)
- 28 listopada – Trisutji Kamal, indonezyjska kompozytorka i pianistka (zm. 2021)
- 5 grudnia
  - Robert Freeman, angielski fotograf i grafik, znany ze współpracy z zespołem The Beatles (zm. 2019)
  - Queeneth Ndaba, południowoafrykański piosenkarz jazzowy (zm. 2018)
- 6 grudnia – Bill Ashton, brytyjski muzyk jazzowy, bandleader, saksofonista i kompozytor (zm. 2025)
- 11 grudnia – Florian Skulski, polski śpiewak (baryton), solista Opery Bałtyckiej (zm. 2019)
- 12 grudnia – Reggie Young, amerykański gitarzysta rock i country (zm. 2019)
- 15 grudnia
  - Eddie Palmieri, amerykański pianista latin jazzowy, bandleader, kompozytor (zm. 2025)
  - Krzysztof Sadowski, polski pianista, organista i kompozytor jazzowy
- 16 grudnia – Krzysztof Biegański, polski muzykolog, dyrygent, wykładowca akademicki (zm. 1967)
- 17 grudnia – Tommy Banks, kanadyjski pianista, dyrygent i polityk (zm. 2018)
- 20 grudnia – Judy Henske, amerykańska piosenkarka i autorka tekstów piosenek (zm. 2022)
- 28 grudnia – Zeynəb Xanlarova, radziecka i azerska śpiewaczka operowa (sopran)
- 30 grudnia – Patrick Gowers, angielski kompozytor muzyki filmowej (zm. 2014)

Data dzienna nieznana
- Janusz Mulewicz, polski aktor, muzyk, kompozytor, popularyzator folkloru warszawskiego (zm. 2011)
- Barbara Rybałtowska, polska pisarka, piosenkarka, autorka tekstów piosenek, aktorka i malarka (zm. 2025)

## Zmarli
- 23 stycznia – Clara Butt, angielska śpiewaczka operowa (kontralt) (ur. 1873)
- 10 lutego – Zula Pogorzelska, polska śpiewaczka, aktorka filmowa, teatralna i tancerka kabaretowa (ur. 1896 lub 1898)
- 26 lutego – Antonio Scotti, włoski śpiewak operowy (baryton) (ur. 1866)
- 1 marca – Michaił Kuzmin, rosyjski poeta, pisarz, krytyk literacki, kompozytor (ur. 1872)
- 4 marca – Ruben Liljefors, szwedzki kompozytor i dyrygent (ur. 1871)
- 6 marca
  - Rubin Goldmark, amerykański kompozytor i pianista (ur. 1872)
  - Josef Stránský, czeski dyrygent, kompozytor i marszand (ur. 1872)
- 21 marca – Aleksandr Głazunow, rosyjski kompozytor (ur. 1865)
- 30 marca – Conchita Supervía, hiszpańska śpiewaczka operowa (mezzosopran) (ur. 1895)
- 7 kwietnia – Marilyn Miller, amerykańska piosenkarka, aktorka i tancerka (ur. 1898)
- 18 kwietnia – Ottorino Respighi, włoski kompozytor i muzykolog (ur. 1879)
- 24 kwietnia – Bernard van Dieren, holenderski kompozytor i krytyk muzyczny (ur. 1887)
- 18 maja – Michał Biernacki, polski kompozytor i pedagog muzyczny (ur. 1855)
- 24 maja – Claudia Muzio, włoska śpiewaczka operowa (sopran) (ur. 1889)
- 25 maja – Ján Levoslav Bella, słowacki ksiądz katolicki i teolog, kompozytor i dyrygent, nauczyciel muzyki (ur. 1843)
- 1 czerwca – Christina Morfowa, bułgarska śpiewaczka operowa (sopran) (ur. 1887)
- 10 czerwca – Bolesław Kon, polski pianista pochodzenia żydowskiego (ur. 1906)
- 13 lipca – Izydor Lotto, polski skrzypek i kompozytor (ur. 1840)
- 15 sierpnia – Stanisław Niewiadomski, polski kompozytor, dyrygent, krytyk muzyczny, pedagog (ur. 1857)
- 14 września – Osip Gabriłowicz, amerykański pianista i dyrygent pochodzenia rosyjskiego (ur. 1878)
- 12 października – Félia Litvinne, rosyjska śpiewaczka operowa (sopran) (ur. 1861)
- 11 listopada – Edward German, brytyjski kompozytor (ur. 1862)
- 17 listopada – Ernestine Schumann-Heink, austriacka śpiewaczka operowa (kontralt) (ur. 1861)
- 11 grudnia – Franciszek Neuhauser, polski pianista i kompozytor (ur. 1861)
- 31 grudnia – Oreste Riva, włoski kompozytor muzyki kameralnej (ur. 1860)

## Albumy
- polskie
- zagraniczne

## Opera
- George Enescu – Oedipe
- Bohuslav Martinů – Divadlo za branou (The Suburban Theater)
- Gian Carlo Menotti – Amelia al Ballo

## Musicale
- 1 lipca – odbyła się premiera filmu Rhythm on the Range reżyserii Normana Tauroga.

## Film muzyczny
- 24 stycznia – odbyła się premiera filmu Anything Goes w reżyserii Lewisa Milestone’a.
- 5 listopada – odbyła się premiera filmu Grosze z nieba reżyserii Normana Z. McLeoda.